# 伊朗的印度人
印度人，主要是富裕的帕西人從19世紀末和20世紀初之間，開始從孟買和古吉拉特邦前往伊朗，重振伊朗當地停滯不前拜火教信仰。著名的人物，如出身蘇拉特的民權活動家Manekji Limji Hateria，在當地獲得聲譽。
在1920年代，180個印度家庭移民扎黑丹，在此之後一些印度人移民到比爾詹德、扎博勒、馬什哈德。在1950年代，更多印度人遷移到伊朗，主要定居在德黑蘭他們包括錫克人和古吉拉特人。在20世紀60年代和70年代初期，約10000名印度醫生，工程師和教師響應由伊朗國王巴列維發起的開放政策移民到伊朗，但其中大部分人在1979年伊朗伊斯蘭革命後離開伊朗。
現在，有幾百位印度人集中在德黑蘭和扎黑丹附近，主要從事各種小型企業。大多數人仍然是印度公民，他們繼續與印度保持密切聯繫，特別是在孩子的教育，婚姻和物業收購事項。